# 谷あづさ
谷 あづさ（たに あづさ、1997年12月22日 - ）は、日本のAV女優。宮城県出身。T-POWERS所属。

## 略歴・人物
- 藤咲エレンが「谷あづさ」に改名して復活。「有名芸能人をはじめ500人以上と関係を持った」という触れ込みで、2019年11月に再デビュー[2]。
- 趣味:メイク。特技:ショッピング。

## 出演作品

### アダルトDVD
- 小6でFカップ中2でGカップ現在Hカップの18歳新人デビュー藤咲エレン（5月13日、アリスJAPAN）

- パイパン全裸奴●夫の部下に剃毛調教された爆乳妻藤咲エレン（11月13日、Fitch）

- 衝撃解禁！黒人デカマラ肉弾FUCK藤咲エレン（1月13日、Fitch）

- 極上Icup神業パイズリの達人谷あづさデビュー（11月13日、E-BODY）

- 最愛の夫に裏切られて…。谷あづさ（9月1日、プラネットプラス）

- 近所で噂の巨乳ヤリマン過ぎるお姉さん谷あづさ（1月8日、ヒビノ）

- スケベな家族がエッチなゲーム一転知らずに近親相姦息子なら母姉妹の裸当ててみて！2年ぶり新作巨乳家族でオール近親＋3年ぶり司会に倖田李梨もカムバックSP	谷あづさ結城りの高橋りほ（2月10日、ROCKET）
- マセガキ義弟と悪友共に性処理させられる兄嫁～谷あづさ（5月12日、ヒビノ）
- ターゲットはパラレルママさん！？ちびっこセクハラ痴●隊こどもの日パラレル編大原理央谷あづさ（6月9日、ROCKET）
- むしゃぶりディープスロート谷あづさ（7月7日、レイディックス）

## 出演

### 映画
- とろ甘ダブル同棲 肉欲ラプソディ（2024年9月6日、オーピー映画）